# Vox Patris

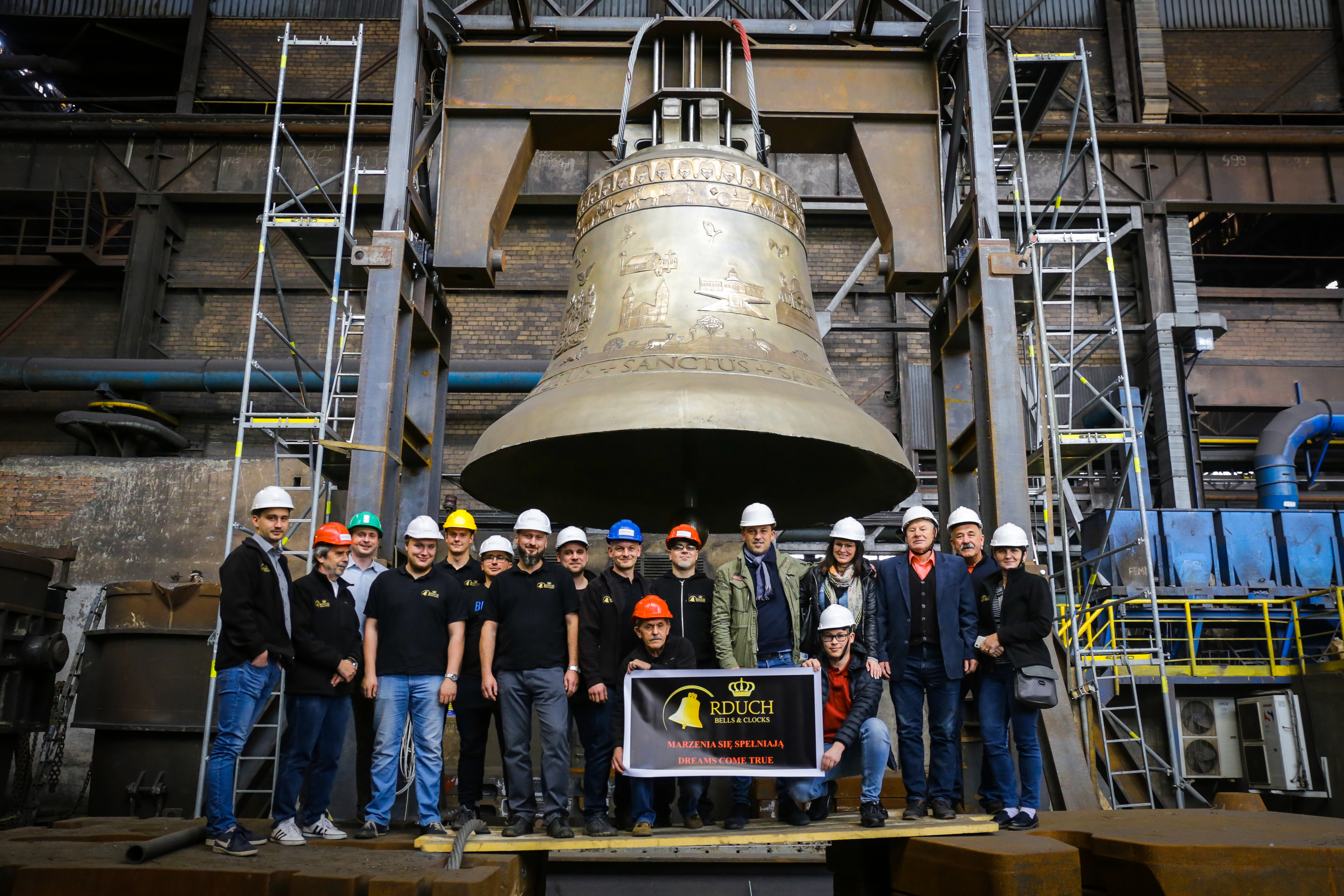
Sino Vox Patris, 2 de junho de 2020 em Rydułtowy, Polônia

Vox Patris (em português, "A Voz do Pai") é um sino oscilante de bronze com aproximadamente 55 toneladas, fundido na Polônia e considerado um dos maiores do mundo em sua categoria. Ele faz parte de um conjunto de 75 sinos que será instalado no novo Santuário Basílica do Divino Pai Eterno, em construção na cidade de Trindade, estado de Goiás, Brasil. Entre os sinos, destaca-se também o grupo denominado "quarteto ideal", composto por peças dedicadas aos quatro evangelistas: Mateus, Marcos, Lucas e João.

## História
A iniciativa de produzir um grande sino surgiu durante a gestão do Padre Robson de Oliveira como reitor do Santuário do Divino Pai Eterno. A proposta integrava o projeto de ampliação do santuário e tinha como objetivo criar uma peça de valor simbólico e expressivo dentro da arquitetura religiosa local. Inicialmente, foram feitas consultas à empresa brasileira Sinos Angeli, em São Paulo, mas, devido à ausência de experiência com sinos de grande porte, optou-se por buscar uma fundição no exterior..
A escolha recaiu sobre a Rduch Bells & Clocks, uma fundição polonesa fundada em 1973 e especializada na produção de sinos litúrgicos. A primeira tentativa de fundição, realizada em 2016, não foi bem-sucedida. O processo foi reiniciado e, em 2017, o sino foi finalmente concluído. Sua entrega oficial ocorreu em março de 2025, na cidade de Rydultowy, na Polônia, com a presença de representantes da igreja e de autoridades locais.

## Características
Com 4 metros de altura e 4,5 metros de diâmetro, o Vox Patris pesa cerca de 55 toneladas. Seu som pode alcançar até 120 decibéis e é audível a mais de 10 quilômetros de distância. A peça foi moldada em bronze e apresenta ornamentos inspirados na iconografia cristã, incluindo inscrições religiosas e representações simbólicas associadas ao Divino Pai Eterno.
Diferente de sinos fixos, o Vox Patris é classificado como um sino oscilante, o que significa que se movimenta durante o toque, produzindo um som mais potente e prolongado. Sua estrutura exigiu soluções logísticas e de engenharia específicas tanto durante a fundição quanto no transporte até o Brasil.

## Transporte e peregrinação
Após sua conclusão, o sino foi embarcado por via marítima e chegou ao Porto de Santos em maio de 2025. A partir dali, iniciou uma peregrinação terrestre por cidades brasileiras, entre elas Belo Horizonte, Brasília e Goiânia. O transporte foi feito em uma carreta especial, adaptada para suportar o peso e as dimensões da peça, e acompanhada por equipes técnicas e de segurança ao longo do trajeto.
A peregrinação teve também um caráter simbólico e devocional, sendo recebida por fiéis e comunidades religiosas em diversos pontos do país. A previsão é de que o sino seja instalado definitivamente no campanário central do novo santuário de Trindade ainda em 2025.

## Controvérsias
O sino foi mencionado em investigações do Ministério Público do Estado de Goiás (MP-GO) no contexto da gestão da Associação Filhos do Pai Eterno (Afipe), presidida à época por Padre Robson de Oliveira. Segundo o MP, o valor pago pela peça — estimado em cerca de R$ 17 milhões — teria superado o inicialmente previsto. O processo judicial relacionado ao caso foi posteriormente arquivado por decisão do Superior Tribunal de Justiça, que entendeu não haver provas suficientes para dar continuidade à ação.

## Significado religioso e cultural
A chegada do Vox Patris a Trindade é vista como um marco para o turismo religioso da região. A cidade, já conhecida por receber milhões de romeiros anualmente durante a festa do Divino Pai Eterno, passa a contar com um elemento simbólico de grande porte que reforça sua relevância no contexto do catolicismo brasileiro. O sino é interpretado por autoridades eclesiásticas como um sinal da força da fé popular e da devoção ao Pai Eterno.